# Roberto Lordi

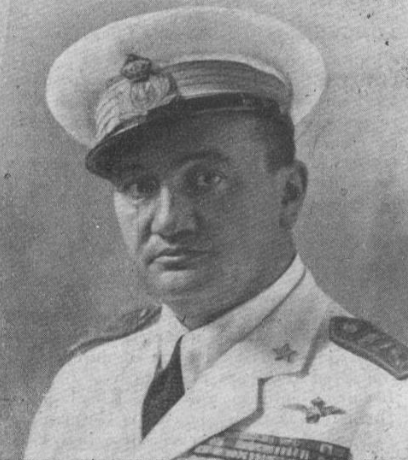
Il generale Roberto Lordi prima del 1936

Roberto Lordi (Napoli, 11 aprile 1894 – Roma, 24 marzo 1944) è stato un generale italiano, martire delle Fosse Ardeatine e Medaglia d'oro al valor militare alla memoria.

## Biografia

### La vita militare
Dopo aver frequentato il collegio militare della Nunziatella, partecipò alla prima guerra mondiale, meritando la Medaglia d'argento al Valor Militare e la Medaglia di bronzo al Valor Militare.
Dopo aver frequentato l'Accademia Reale di Torino, nel maggio 1916 è sottotenente osservatore nella 29ª Squadriglia, il 1º settembre 1917 nella 113ª Squadriglia e, dopo il corso di pilotaggio al Campo Scuola Aerea di Cascina Costa di Samarate, il 6 luglio 1918 tenente pilota della 89ª Squadriglia Ansaldo S.V.A..
Il 28 dicembre 1918, destinato all’Aviazione della Tripolitania, partì da Napoli per la Libia, rimanendovi fino al 24 ottobre 1919. Nel giugno 1920 venne trasferito al Comando Aeronautica di Roma ed alla fine di luglio fu assegnato alla 1ª Squadriglia B.R. del 2º Raggruppamento Aeroplani da Bombardamento.
Si laureò quindi in ingegneria aeronautica al Politecnico di Torino.
Divenuto capitano dal 31 marzo 1923, il 10 settembre successivo venne assegnato al 1º Stormo Aeroplani da Bombardamento di Milano. Con la nascita della Regia Aeronautica, cessò di far parte del Regio Esercito, passando all’Aviazione dal 16 ottobre 1923 con il grado di comandante di squadriglia e poi di capitano dell’Arma Aeronautica, ruolo combattente. Nel maggio del 1924 venne assegnato al 13º Stormo Aeroplani da bombardamento ed il 4 novembre 1926 venne promosso a maggiore.
Dal 15 dicembre del 1927 fu a capo della Divisione Operazioni dell’Ufficio di Stato Maggiore, all’aeroporto di Ciampino Sud, fino al 15 aprile del 1929, venendo promosso tenente colonnello l’8 novembre del 1928.
Prestò quindi servizio dapprima in Libia, a Castel Benito, oggi aeroporto di Tripoli, dove sorse la prima Scuola Militare di Paracadutismo della Regia Aeronautica. Rimase in Africa dal 22 aprile 1929 al 10 maggio 1933 come comandante dell’Aviazione
della Cirenaica.
In questo periodo, oltre a comandare le forze aeree (4 Squadriglie) nella conquista italiana di Cufra, per le cui azioni venne promosso a colonnello
per merito di guerra il 17 luglio del 1931, partecipò anche ad alcuni spettacolari e pionieristici eventi aeronautici (organizzazione del primo lancio collettivo di paracadutisti nel 1927, partecipazione al raid Roma-Torino-Londra nel 1928 (al volo, con il sottosegretario all'Aeronautica Italo Balbo, presero parte anche, tra gli altri, Francesco Brach Papa, Paride Sacchi, Lordi, Mario Ajmone Cat su Fiat R.22 e Ferruccio Ranza, Sabato Martelli Castaldi e Rino Corso Fougier su Fiat-Ansaldo A.120), prima trasvolata al mondo del Tibesti, la più elevata catena montuosa del deserto del Sahara, dal 15 al 28 giugno 1931).
Il 18 maggio del 1930 sposò Livia Boglione, da cui ebbe il figlio Roberto.

### La missione dell'Aeronautica italiana in Cina
Nel settembre del 1933, a seguito di importanti accordi politici intrapresi direttamente da Galeazzo Ciano (genero di Mussolini, ministro plenipotenziario a Shanghai fino al 1933 e all’epoca ministro della stampa e propaganda), venne inviato in Cina a capo di una missione militare incaricata di assistere la formazione della RoCAF. Lordi, grazie alla sua lealtà e alla sua grande competenza aeronautica, conquistò la fiducia totale del generalissimo Chiang Kai-shek, divenendo suo consigliere personale. Nominato Capo di Stato Maggiore dell’Aeronautica cinese il 18 maggio del 1934, con l’incarico di riorganizzare tutto l’apparato aeronautico e gestirne il bilancio, scalzò la concorrenza americana e tedesca, riuscendo ad ottenere dal ministro delle finanze cinese H. Kung l’accordo per realizzare a Nanchang una fabbrica italiana di aeroplani. Promosso generale di brigata aerea nel marzo del 1935, riuscì ad ottenere importanti commesse di forniture di aeroplani e armamenti per l’industria italiana, che vennero però gestite dal regime e dalle case costruttrici in maniera superficiale. Entrato in forte contrasto col nuovo ambasciatore italiano in Cina e con l’addetto aeronautico, inviato per controllarne le azioni, si oppose alla vendita di materiale italiano al governo di Canton. Il 20 aprile 1935 inviò al Capo del Governo un telegramma in cui denunciava avidità ed incapacità da parte di alcuni funzionari di governo e rappresentanti commerciali delle case costruttrici. La cruda e dura relazione inviata, l’invidia per i brillanti successi ottenuti dalla missione italiana aeronautica in Cina al suo comando e una sua visione ormai profondamente mutata del fascismo gli attirarono l’avversione delle alte sfere militari e politiche. Richiamato in patria alla fine dell’agosto 1935, con la scusa di relazionare sull’andamento della missione, Roberto Lordi venne dapprima posto agli arresti e poi rinchiuso in una clinica. Accusato di false e pretestuose irregolarità amministrative, venne posto a riposo d’autorità per limiti d’età a soli 42 anni. Inutili ma estremamente coraggiosi i suoi ricorsi al Consiglio di Stato nel 1937 e 1938 contro il Ministero dell’Aeronautica per abuso di potere. Entrambi furono respinti nel 1939. Sorvegliato costantemente dall’OVRA (Opera Vigilanza Repressione Antifascismo) sino al 1942, fu posto al confino presso la propria abitazione in Genzano di Roma, con il divieto assoluto di espatrio e di intrattenere rapporti con il governo cinese. Inutili furono le numerose e insistenti richieste ufficiali da parte di Chiang Kai-shek a Mussolini per riavere Roberto Lordi al suo fianco. Divenuto un problema politico anche a causa del progressivo avvicinamento del regime fascista al Giappone, Lordi non rientrerà mai più in Cina. Fu sostituito a capo della Missione Aeronautica in Cina da Silvio Scaroni, che dovette superare l'ostilità di Chiang Kai-shek, offeso per il richiamo unilaterale del suo fidato consigliere Lordi.
Il Ministero dell’Aeronautica mise quindi Lordi in disponibilità con R.D. del 4 giugno del 1936 ed a riposo d’autorità con R.D. dell’8 giugno del 1936, ai sensi dell’Art. 3 comma 1° del Regio Decreto Legge 27 luglio del 1934 n. 1340. Lordi venne quindi iscritto nel ruolo degli Ufficiali della Riserva: fu così estromesso dall’Arma e privato del trattamento economico.

### La Resistenza
Lordi restò senza occupazione sino al 1939, quando, assieme all’amico Sabato Martelli Castaldi, anch’egli posto forzatamente a riposo dal regime fascista per forti contrasti, venne assunto dal conte Ernesto Stacchini in qualità di dirigente al polverificio Stacchini in via Cavour a Roma. A seguito dell’armistizio dell'8 settembre 1943, seppur malato di cuore, uscì di casa armato del suo fucile da caccia per dirigersi a Porta San Paolo a combattere contro le truppe tedesche. Collaborò sia con il Fronte Militare Clandestino che con il CLN (Comitato di Liberazione Nazionale), rifornendo di armi e munizioni vari gruppi di partigiani laziali e abruzzesi. Organizzò assieme all’amico Sabato la banda partigiana “Fulvi”, composta da più di 500 elementi ed operativa nella zona dei Castelli Romani. Nascose e mantenne nella sua casa di campagna di Genzano ricercati politici, militari ed ebrei. Trasmise alle truppe anglo-americane, attraverso apparecchiature radio clandestine da lui stesso installate, importanti informazioni sui rilievi topografici e sulle installazioni militari tedesche tra Fregene ed Anzio. Partecipò in prima persona, sempre assieme a Martelli Castaldi, a rischiose missioni partigiane di sabotaggio.
A seguito di una delazione, il 17 gennaio 1944 le SS irruppero nelle abitazioni romane dei generali Lordi e Martelli Castaldi. Non riuscendo a trovare i due generali, impegnati in quei giorni fuori Roma, venne arrestato il conte Ernesto Stacchini, titolare del polverificio. Lordi e Martelli Castaldi si presentarono spontaneamente il giorno stesso presso l’ambasciata tedesca per chiedere la liberazione di Ernesto Stacchini. Arrestati, vennero rinchiusi presso il carcere di via Tasso. Durante i 67 giorni nella cella n. 4 del temuto carcere di via Tasso, Lordi, che era ben consapevole delle torture che lo attendevano, essendo malato di cuore richiese la visita del suo medico personale, il cardiologo Giovanni Borromeo. I tedeschi acconsentirono alla visita, che avvenne il 12 febbraio 1944, come riportato dal calendario segreto di Sabato Martelli Castaldi, che annotò quel particolare episodio. Il professor Giovanni Borromeo, poi Giusto tra le Nazioni, era un membro della Resistenza e una delle radio clandestine di Lordi era nascosta nelle cantine dell'Ospedale Fatebenefratelli, dove Borromeo lavorava. Il timore di Lordi era la possibilità che si potesse arrendere alle torture naziste e così chiese a Borromeo, durante la finta visita medica, di apprendere a memoria un elenco di nomi di altri coinvolti nella lotta partigiana. Voleva che fossero avvertiti e si mettessero al sicuro, se per caso ancora non fossero stati a conoscenza del suo arresto e dei rischi che correvano.
Dopo 67 giorni di prigionia e torture, il 24 marzo 1944 il generale Roberto Lordi ed il generale Sabato Martelli Castaldi vennero trucidati alle Fosse Ardeatine. Herbert Kappler, l’ufficiale tedesco autore dell’eccidio, durante il processo a suo carico del 1948, dirà che morirono da grandi soldati, gridando “Viva l’Italia!”.